# Муда-Мае (Белуно)
Муда-Мае (итал. Muda-Maè) је насеље у Италији у округу Белуно, региону Венето.
Према процени из 2011. у насељу је живело 26 становника. Насеље се налази на надморској висини од 477 м.